# 並木美喜雄
並木 美喜雄（なみき みきお、1925年11月18日 - 2010年4月21日）は、日本の物理学者。早稲田大学名誉教授。東京都出身。
専門は素粒子論、量子力学基礎論。確率過程を用いて場の量子論を再構築する確率過程量子化、量子力学の観測問題などを研究した。また、早稲田大学理工学部物理学科の創設にも尽力した。

## 略歴
- 1948年3月：早稲田大学理工学部電気通信学科卒業
- 1948年：文部省特別研究生として東京大学小谷正雄研究室にて研究
- 1952年：文部省特別研究生として大阪大学伏見康治研究室にて研究
- 1953年：早稲田大学大学院理工学研究科博士後期課程修了
- 1953年：早稲田大学理工学部応用物理学科助手
- 1954年：早稲田大学理工学部応用物理学科講師
- 1960年：東京教育大学　理学博士。　論文の題は「多体系における一体運動と核反応の光学模型」[3]。
- 1965年：早稲田大学理工学部物理学科を創設、同学科教授
- 1967年：ニールス・ボーア研究所客員研究員（1年間）
- 1995年：早稲田大学理工学部物理学科名誉教授

## 著書

### 単著
- 『ベクトル解析』（誠文堂新光社　1971年）
- 『不確定性原理 : 量子力学を語る』（共立出版　1982年）
- 『デルタ関数と微分方程式』（岩波書店　1982年）
- 『解析力学』（丸善 パリティ物理学コース　1991年）
- 『量子力学入門 : 現代科学のミステリー』（岩波新書　1992年）

### 共編著
- 『現代物理学の基礎　量子力学I』　湯川秀樹ほか共著（岩波書店　1972年）
- 『現代物理学の基礎　量子力学II』　位田正邦ほか共著（岩波書店　1972年）
- 『物理学最前線10』　大槻義彦編、太田隆夫、笹川辰弥共著（共立出版　1985年）
- 『Stochastic Quantization (Lecture Notes in Physics Monographs) 』（Springer　1992年）
- 『Decoherence and Quantum Measurements』（World Scientific Publishing　1997年）
- 『散乱の量子力学』 大場一郎共著（岩波書店　1997年）

### 監訳書
- 『物理学と哲学に関する随筆集』ヴォルフガング・パウリ著（シュプリンガー・フェアラーク東京　1998年）